# Stegsvar

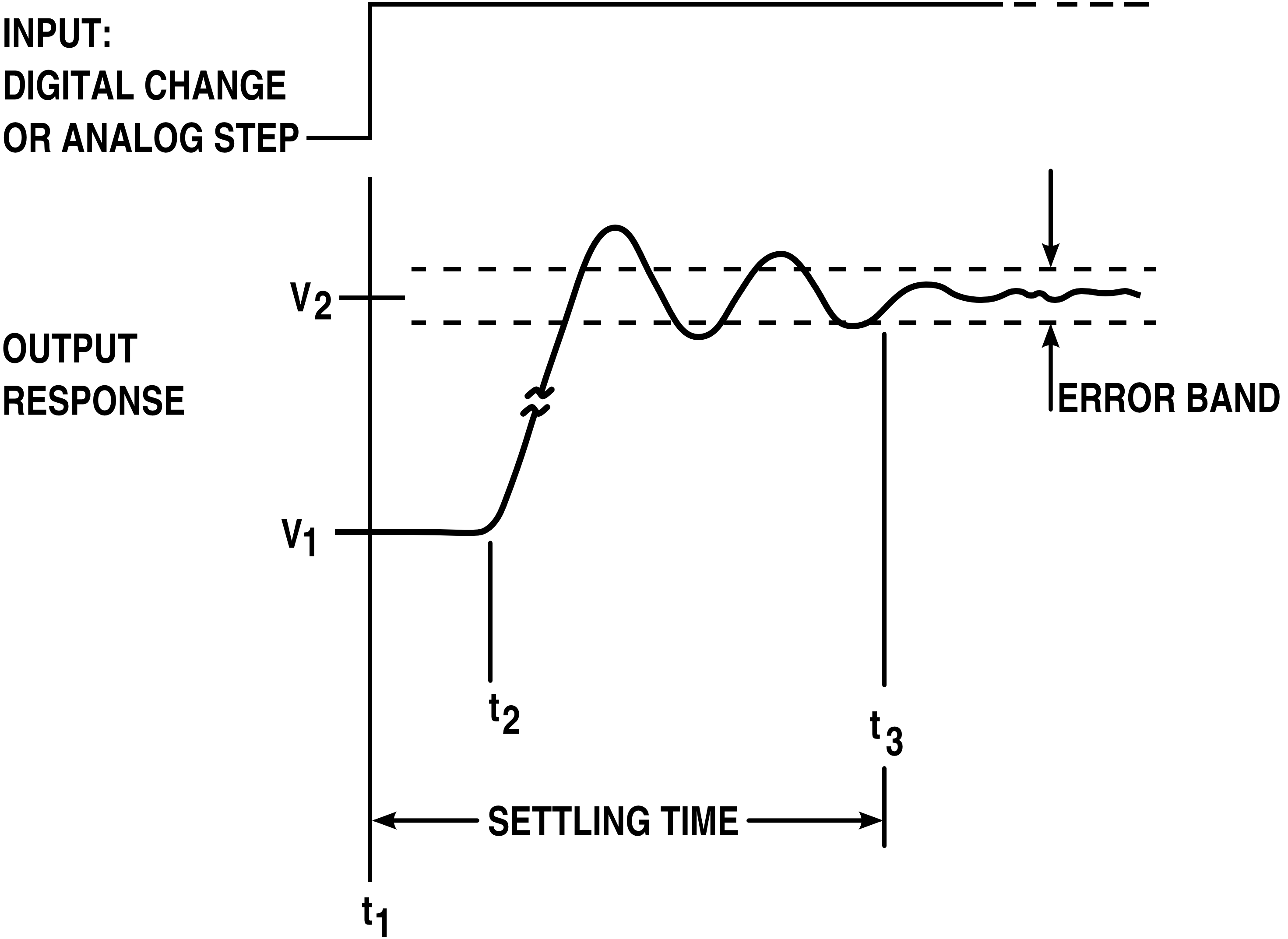
Typiskt stegsvar för ett andra ordningens system, som illustrerar översvängning, som följs av ringning, som avtar under insvängningstiden. Insignalen är överst och utsignalen under.

Stegsvar är en term inom reglerteori där man utgår från ett system med ett givet initialt tillstånd och dess styringång förändras som en Heavisides stegfunktion. Man kan då observera förändringen på utsignalen över tiden. Förändringen över tiden på en eller flera utgångar i ett generellt system, när en eller flera ingångar snabbt ändrar sig från noll till ett, är stegsvaret.  Konceptet kan utvidgas till en abstrakt matematisk teori för ett dynamiskt system som använder en evolutionsparameter.
Från en praktisk synvinkel är det viktigt att veta hur ett system svarar på en plötslig förändring av insignaler eftersom stora och möjligen snabba avvikelser från det stationära tillståndet kan innebära extrema belastningar på delar av systemet. Dessutom är det ofta som utsignalen från systemet inte kan användas förrän den har stabiliserats i närheten av sitt slutliga tillstånd, vilket försenar hela systemets respons. Att känna till stegsvaret hos ett dynamiskt system ger information om bland annat systemets stabilitet och dess förmåga att växla mellan olika stationära tillstånd.